# Stavová veličina
Stavová veličina neboli veličina kvality je veličina, která popisuje stav termodynamického systému.
Stavové veličiny se dělí na vnější (extenzivní) a vnitřní (intenzivní). Vnější veličiny závisí na velikosti termodynamického systému, vnitřní veličiny jsou na velikosti termodynamického systému nezávislé.
Mezi stavové veličiny vnější patří:
- Objem
- Hmotnost
- Látkové množství
- Vnitřní energie, entalpie a další termodynamické potenciály
- Entropie

Mezi stavové veličiny vnitřní patří:
- Tlak
- Teplota
- Hustota

## Stavová funkce
Veličina, popisující stav soustavy, která během termodynamického děje při přechodu z jednoho stavu do druhého nezávisí na způsobu přechodu mezi těmito stavy, bývá označována jako stavová funkce. Stavová funkce tedy závisí pouze na počátečním a konečném stavu, ale nikoliv na způsobu, jakým se systém dostal z počátečního stavu do stavu konečného.